# Azole
Azole – grupa heterocyklicznych, pięcioczłonowych aromatycznych związków organicznych zawierających przynajmniej jeden atom azotu będący heteroatomem.
| Zawierające azot | Zawierające azot | Zawierające azot | Zawierające azot | Zawierające azot | Zawierające azot | Zawierające azot | Zawierające także tlen | Zawierające także tlen | Zawierające także siarkę | Zawierające także siarkę |
| ---------------- | ---------------- | ---------------- | ---------------- | ---------------- | ---------------- | ---------------- | ---------------------- | ---------------------- | ------------------------ | ------------------------ |
| pirol            | pirazol          | imidazol         | 1,2,3-triazol    | 1,2,4-triazol    | tetrazol         | pentazol         | oksazol                | izoksazol              | tiazol                   | izotiazol                |